# Camp de concentration de Vaihingen sur l'Enz

Le camp de concentration de Vaihingen-sur-l'Enz dans le land de Bade-Wurtemberg, était un camp de travail destiné à la fabrication d’armements par l'organisation Todt. À la fin de la guerre, il devint un camp de concentration pour prisonniers malades ou mourants. 

## Histoire

### Création
Le camp, annexe du KL Natzweiler, ouvre ses portes le 9 août 1944 dans le cadre d'un programme secret connu sous le nom de Stoffel, visant à relocaliser la fabrication d'avions Messerschmitt dans des usines souterraines, à l'abri des bombardements alliés. 
Le lendemain, 2 187 déportés juifs transférés du ghetto de Radom en Pologne, arrivent à Vaihingen 

### Condition des détenus
Ces déportés et leurs successeurs ont été mis au travail forcé dans les carrières avoisinantes, transportant des pierres, des gravats, du sable et du gravier. Les déportés travaillaient douze heures par jour, avec un régime alimentaire de famine et le taux de mortalité était élevé. Ils ont été hébergés dans quatre baraques partageant une latrine. Le camp était protégé par des doubles fils de fer barbelés, des tours de guet et par la 6ème SS-Totenkopfsturmbann du KL Natzweiler,. 
À l'automne 1944, l'opération Stoffel est abandonnée à la suite du bombardement du site, et la plupart des prisonniers sont réaffectés dans d'autres camps, notamment à Bisingen, Hessental, Dautmergen ou Unterriexingen. Vaihingen, est transformé en "camp-hôpital", pour le réseau des camps annexes du KL Natzweiler, situés sur la rive droite du Rhin. Un nouveau bâtiment a été érigé pour servir d'infirmerie. Deux mille quatre cent quarante-deux prisonniers gravement malades sont arrivés entre novembre 1944 et mars 1945 et le taux de mortalité a augmenté de façon spectaculaire pour atteindre trente trois décès par jour. Une épidémie de typhus aggrava encore considérablement la situation. 

### Libération
À l’approche de l’armée française, le 5 avril 1945, les SS ont envoyé de nombreux prisonniers en marche forcée vers le camp de concentration de Dachau. Le même jour, seize prisonniers norvégiens ont été sauvés par la Croix-Rouge suédoise. Trygve Bratteli était l'un de ces prisonniers. Il est ensuite devenu homme politique et a été premier ministre de la Norvège, en 1971-1972 et en 1973-1976.
Le 7 avril, le camp est officiellement libéré par le 49e régiment d'infanterie de la 3e division d'infanterie algérienne de la 1re armée française.
Le bataillon médical du Docteur Rossi y trouve six cent cinquante survivants. Malgré tout, après avoir été libérés, quatre-vingt quatre prisonniers sont morts du typhus et/ou de problèmes de santé généraux.

### Impact médiatique
Un des premiers articles de la presse française— après un article de L'Humanité de septembre 1944 — sur les camps nazis a été publié le 18 avril 1945 dans le Figaro par James de Coquet. Il décrivait le camp de Vaihingen comme un lieu où « on cultivait simplement la déchéance humaine ». Le directeur du Figaro, Pierre Brisson avait tenu à faire précéder cet article d'un avertissement quant à « la répugnance et [aux] angoisses qu'un pareil spectacle peut inspirer », mais, pour lui, il était nécessaire de verser une nouvelle preuve au dossier d'accusation du régime nazi,. L'article de James de Coquet ne mentionne toutefois pas que ces déportés sont juifs,.     
De son côté, Germaine Kanova, photographe pour le Service cinématographique des armées, réalisa un film sur ce camp,.

### Mémoire
Les corps enterrés une première fois dans de grandes fosses communes ont été exhumés après la guerre, pour identification et ré-enterrés dans une tombe située à proximité du camp, qui a été officiellement inaugurée le 2 novembre 1958. 109 dépouilles de déportés français, exhumés à Vaihingen, sont inhumées dans la nécropole nationale du Struthof.   
Les responsables du camp ont été inculpés et jugés par le tribunal militaire français de Rastatt .  Dix ont été condamnés à mort et huit ont été condamnés à des travaux forcés,.